# Сант'Еузебио (Модена)
Сант'Еузебио је насеље у Италији у округу Модена, региону Емилија-Ромања.
Према процени из 2011. у насељу је живело 19 становника. Насеље се налази на надморској висини од 72 м.